# Quint Poppeu Segon
Quint Poppeu Segon (en llatí Quintus Poppaeus Secundus) va ser un magistrat romà dels segles I aC i I.
Era cònsol sufecte l'any 9, junt amb Marc Papi Mutil. Aquests dos cònsols van donar nom a la famosa llei Papia Poppea, coneguda generalment com a lex Julia et Papia Poppaea, que regulava els matrimonis.